# هیلتون، کمبریج‌شر
هیلتون (به انگلیسی: Hilton) یک روستا و محله مدنی در بریتانیا است که در هانتینگدونشر واقع شده‌است. هیلتون ۱٬۰۵۲ نفر جمعیت دارد.